# محافظة الأنبار
محافظة الأنبار هي محافظة عراقية تقع في غرب العراق. تعد أكبر محافظات العراق مساحة حيث تشكل ما يعادل الثلث (1/3) من مساحة العراق. تضم داخل حدودها الهضبة الغربية والتي يصل ارتفاعها في أقصى غرب الأنبار أكثر من 900 متر فوق مستوى سطح البحر، تمتاز بتنوع تضاريس سطحها من الصحاري الجرداء إلى الأراضي الصخرية والتلال وتضم مرتفعات شاهقة في شمال غرب المحافظة ممتدة من مدينة راوه وحتى مدينة القائم إلى الجنوب من نهر الفرات يصل ارتفاعها إلى 375 متر فوق مستوى سطح البحر (200) متر من الأرض، ومرتفعات ممتدة على طول وادي وحوران وقرب مدينة الرطبة، وتحوي الكثير من الوديان.
 تاريخياً كانت تعرف المحافظة باسم لواء الدليم قبل عام 1961. يحدها من الشمال محافظتي صلاح الدين ونينوى والجمهورية العربية السورية من الشمال الغربي. الأردن من الغرب. محافظة بغداد من الشرق. من الجنوب المملكة العربية السعودية ومن الجنوب الشرقي محافظتي كربلاء والنجف.

## التاريخ

### التسمية
كلمة أنبار كلمة عربية تعني المخزن، أنبار جمع نبر (مخزن). أسماها المناذرة الأنبار لأنها كانت مخزناً للعدد الحربية أو لأنها كانت مخزناً للحنطة والشعير والتبن. تعد من أكثر المدن أهمية في فترة الاحتلال الساساني على العراق، لإنها ذات مركز حربي مهم لحماية العاصمة المدائن من هجمات الروم.

#### لواء الدليم
عرفت الأنبار باسم لواء الدليم نسبة إلى تمركز قبيلة الدليم في هذه المنطقة، وقبل ذلك عرفت باسم سنجق الدليم. قامت السلطات العثمانية بتعيين الشيخ عيثة بن حمد الذياب حاكم على إقليم الدليم سنة 1705م.
بقي شيوخ البوذياب العيثة من عشيرة البورديني يحكمون الدليم لمدة 200 سنة ثم انتقل حكم الدليم (القبيلة والأرض) لشيوخ البوعساف من عشيرة البورديني الدليم.
كانت منطقة الدليم تاريخيا تتمتع بالاستقلالية وكان شيخ الدليم حاكم لواء الدليم يلقب بالأمير وتتبعه كافة عشائر الدليم في حالة السلم والحرب.
زار الملك فيصل الأول قبيلة الدليم في 31 يوليو 1921م، وقد استقبله الشيخ علي السليمان أمير الدليم و60 شيخ من شيوخ القبيلة و6000 شخص من قبيلة الدليم وقام شيوخ قبيلة الدليم بمبايعة فيصل ملكاَ على العراق. كان هذه اللقاء بمثابة استفتاء تقرير المصير.

### العصر العباسي
وفي العصر العباسي اتخذها الخليفة أبو العباس محمد بن عبد الله العباسي سنة 134 هـ عاصمة ثانية للدولة العباسية بعد الكوفة وبنى فيها قصوراً حيث أقام فيها أبو جعفر المنصور إلى أن بنى مدينة بغداد سنة 145 هـ. تعد طريقاً برياً يربط نهر الفرات والبحر المتوسط بالخليج العربي لذلك فإن الجيوش الداخلة والخارجة من العراق تمر بهذه المنطقة.
وقد تعرضت المنطقة إلى عدد من الهجرات القادمة في الجزيرة واستقر المهاجرون فيها وشيدوا القصور والمعابد. وهي إحدى المناطق المشهورة بإنتاج القير وصناعة السفن في العراق القديم وبعض مدنها ما زالت تحتفظ بأسمائها القديمة مثل مدينة هيت التاريخية، أما في العصر الحديث فمع بداية تكوين الدولة العراقية وتنصيب الملك فيصل الأول ملكا للعراق وكان الشيخ علي السليمان أمير لواء الدليم آنذاك وقد تبعه بعد وفاته الشيخ عبد الرزاق العلي السليمان أميرا للواء الدليم وعضو مجلس الأعيان.

### الأنبار والحرب على العراق 2003
شهدت محافظة الأنبار نشاطًا مكثفًا للجماعات المسلحة المعارضة للوجود الأمريكي بعد الغزو الأمريكي للعراق 2003، وأصبحت مسرحًا لبعض أعنف المعارك خلال فترة التمرد العراقي. تركزت المواجهات بشكل خاص في مدن مثل الفلوجة والرمادي والقائم.
تُعد معركة الفلوجة الأولى (أبريل 2004) ومعركة الفلوجة الثانية (نوفمبر 2004) من أبرز الأحداث في المحافظة. خلال الهجوم الأول، واجهت القوات الأمريكية مقاومة شديدة، وانتهت العملية بانسحاب القوات الأمريكية من مركز المدينة وتسليم الأمن لقوة عراقية محلية. أما الهجوم الثاني، فقد كان أوسع نطاقًا وشهد قتالًا عنيفًا في المناطق الحضرية، وأسفر في النهاية عن سيطرة القوات الأمريكية والعراقية على المدينة. أثارت المعركة الثانية جدلًا واسعًا بسبب الدمار الكبير الذي لحق بالمدينة والحديث عن استخدام القوات الأمريكية لأسلحة مثيرة للجدل مثل الفسفور الأبيض، وهو ما أثار انتقادات من قبل منظمات حقوقية دولية.
على مدار السنوات التالية، استمرت محافظة الأنبار كمنطقة نزاع رئيسية، وواجهت القوات الأمريكية صعوبة في بسط سيطرتها الكاملة. لاحقًا، تغيرت الاستراتيجية الأمريكية لتركز على بناء تحالفات مع زعماء العشائر المحليين، وهو ما عُرف بتأسيس مجالس الصحوة أو «صحوة الأنبار» حوالي عام 2006. قامت هذه القوات العشائرية، بالتعاون مع القوات الأمريكية والعراقية، بمحاربة تنظيم القاعدة في العراق، وساهمت بشكل كبير في تراجع مستوى العنف وتأسيس قوات شرطة محلية لإدارة الأمن في مدن المحافظة.[بحاجة لمصدر]

### الأنباروالحرب الأهلية العراقية الثانية
سقطت المحافظة عن إدارة الحكومة العراقية لتصبح تحت سيطرة تنظيم داعش وثوار الأنبار بعد هجوم ومعارك بدأت أواخر عام 2014 وأنتهت منتصف عام 2015، ليقوم بعدها الجيش العراقي والحشد الشعبي وفصائل أخرى بشن حملة لاسترجاع المحافظة انتهت بنصر عراقي حاسم وتحرير المحافظة من العناصر الإرهابية عام 2016.

## الجغرافيا

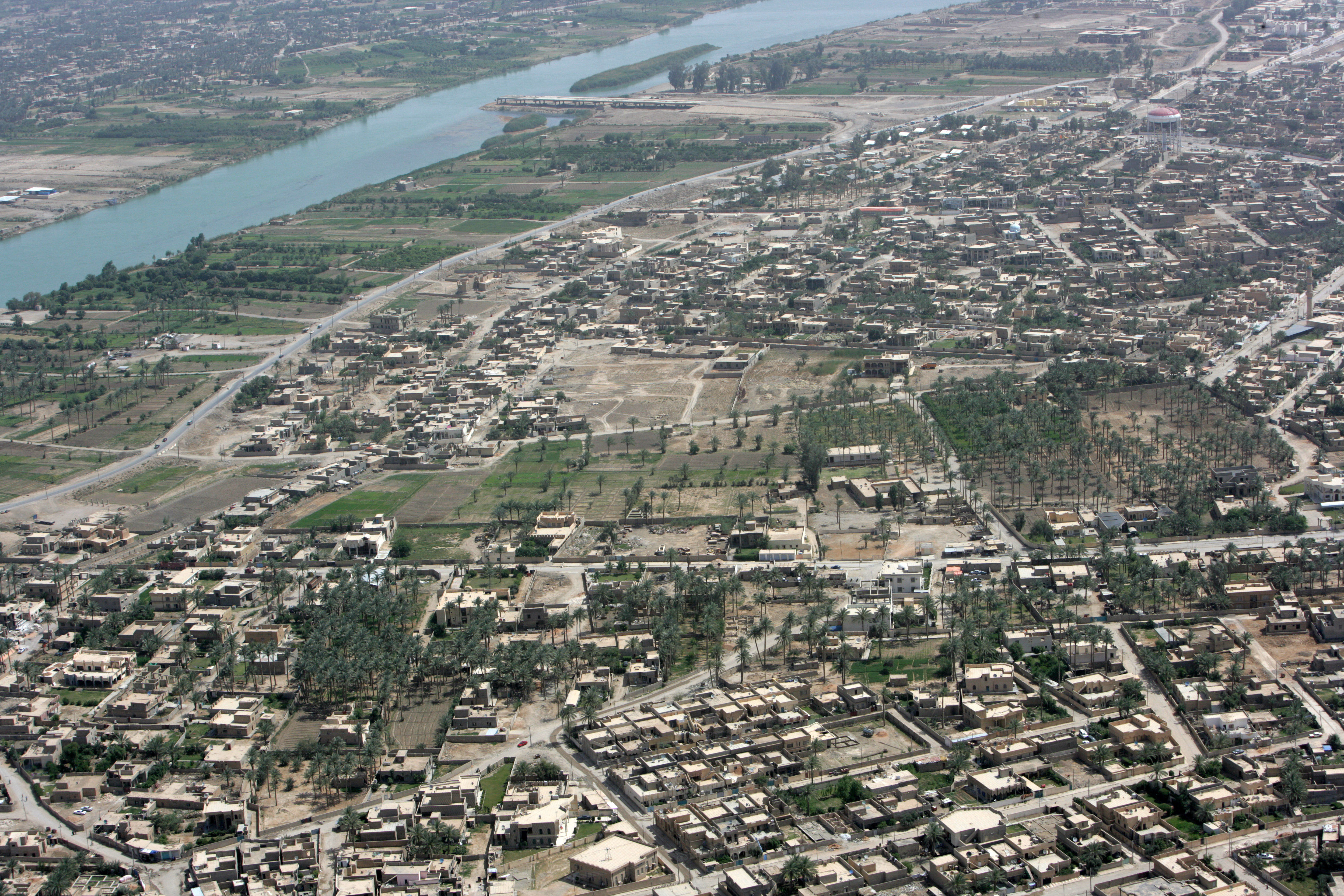
جانب من مدينة الرمادي مركز المحافظة

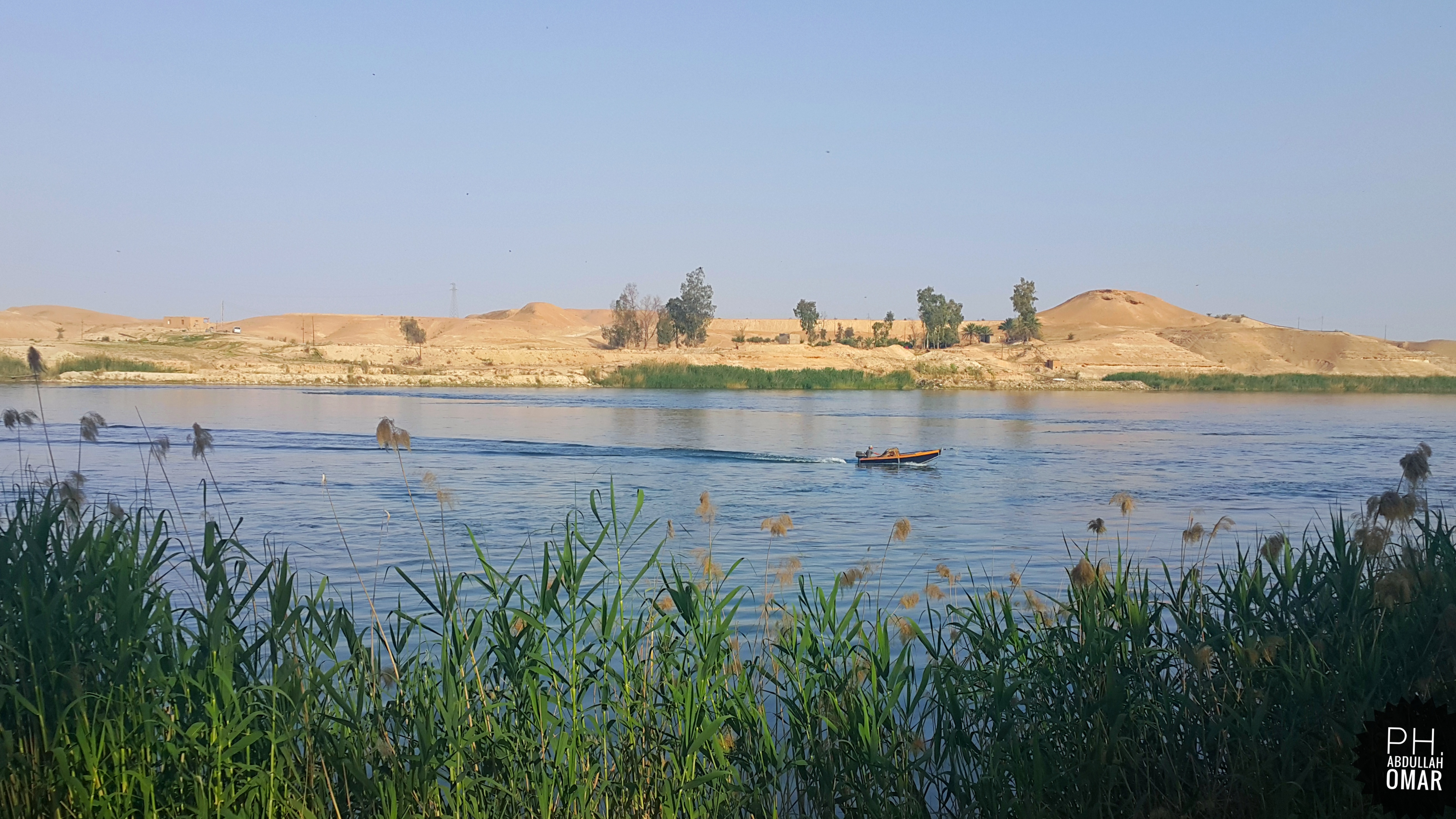
الفرات في حديثة

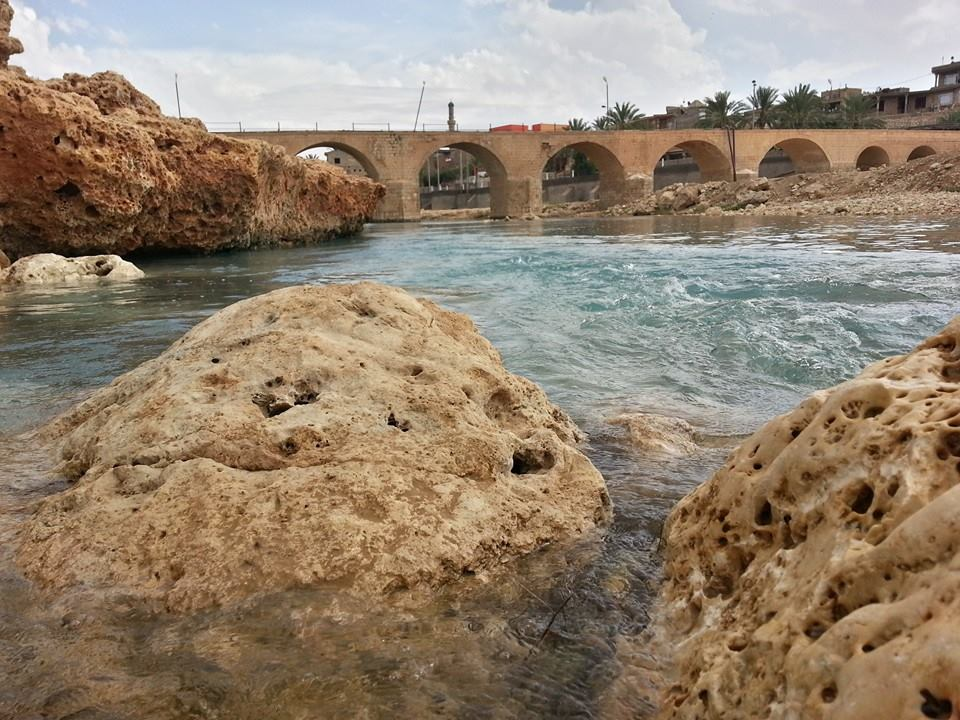
عيون وادي حجلان في الحقلانية

تعد محافظة الأنبار جزءاً من هضبة الجزيرة العربية، سطحها متموج تظهر عليه بعض التلال الصغيرة وعدد كبير من الوديان مثل وادي حوران ونظراً لانحدار أراضيها وفقر نباتها الطبيعي فهي معرضة للتعرية الشديدة. تعمل المياه السطحية والباطنية والرياح على تنويع سطحها حيث يصل أعلى ارتفاع للهضبة الغربية بالقرب من الحدود الأردنية إلى ما يزيد على 800 متراً فوق مستوى سطح البحر وتنخفض في مناطق الحبانية إلى 75 متراً فوق مستوى سطح البحر. يقطع نهر الفرات طريقه في الهضبة الغربية والتي تنحدر صخورها تدريجياً باتجاه منخفضات الثرثار والحبانية والرزازة، وفي بعض المناطق يكون مجرى نهر الفرات وعراً ولذا تظهر الصخور الكلسية والجبسية على طريق النهر.

## المناخ
تتميز بمناخها شبه الصحراوي وقلة سقوط الأمطار والتباين الكبير بين حرارتي الليل والنهار وانخفاض الرطوبة. ترتفع الحرارة فيها صيفاً إلى 52 درجة مئوية، وتنخفض شتاءً فتصل إلى 9 درجة مئوية. الرياح فيها شمالية غربية وجنوبية غربية أحياناً تبلغ أقصى سرعة لها 21 م/ثانية. يبلغ معدل سقوط الأمطار شتاءً إلى 115 ملم.

## التعليم
تحتوي المحافظة على مراكز تعليم ومدارس حكومية وأهلية وكذلك جامعات ومن أهم الجامعات هي :
- جامعة الأنبار
- كلية المعارف الجامعة
- الجامعة التقنية الوسطى (الصقلاوية)
- جامعة الفلوجة
- كلية الإمام الأعظم الجامعة

## من أهم مساجد الأنبار
تحتوي محافظة الأنبار على الكثير من المساجد والجوامع الأثرية، والمراقد والأضرحة والمقامات التاريخية ومنها:
- جامع الدولة الكبير (الأنبار).
- جامع الرمادي الكبير.
- جامع الصادق الأمين (الأنبار).
- جامع الشيخ رجب (راوة).
- جامع الفاروق (حديثة).
- جامع الفاروق (هيت).
- مرقد الشيخ حديد
- مرقد الشيخ مسعود
- جامع الخلفاء (الفلوجة)
- جامع الفلوجة الكبير (الفلوجة)

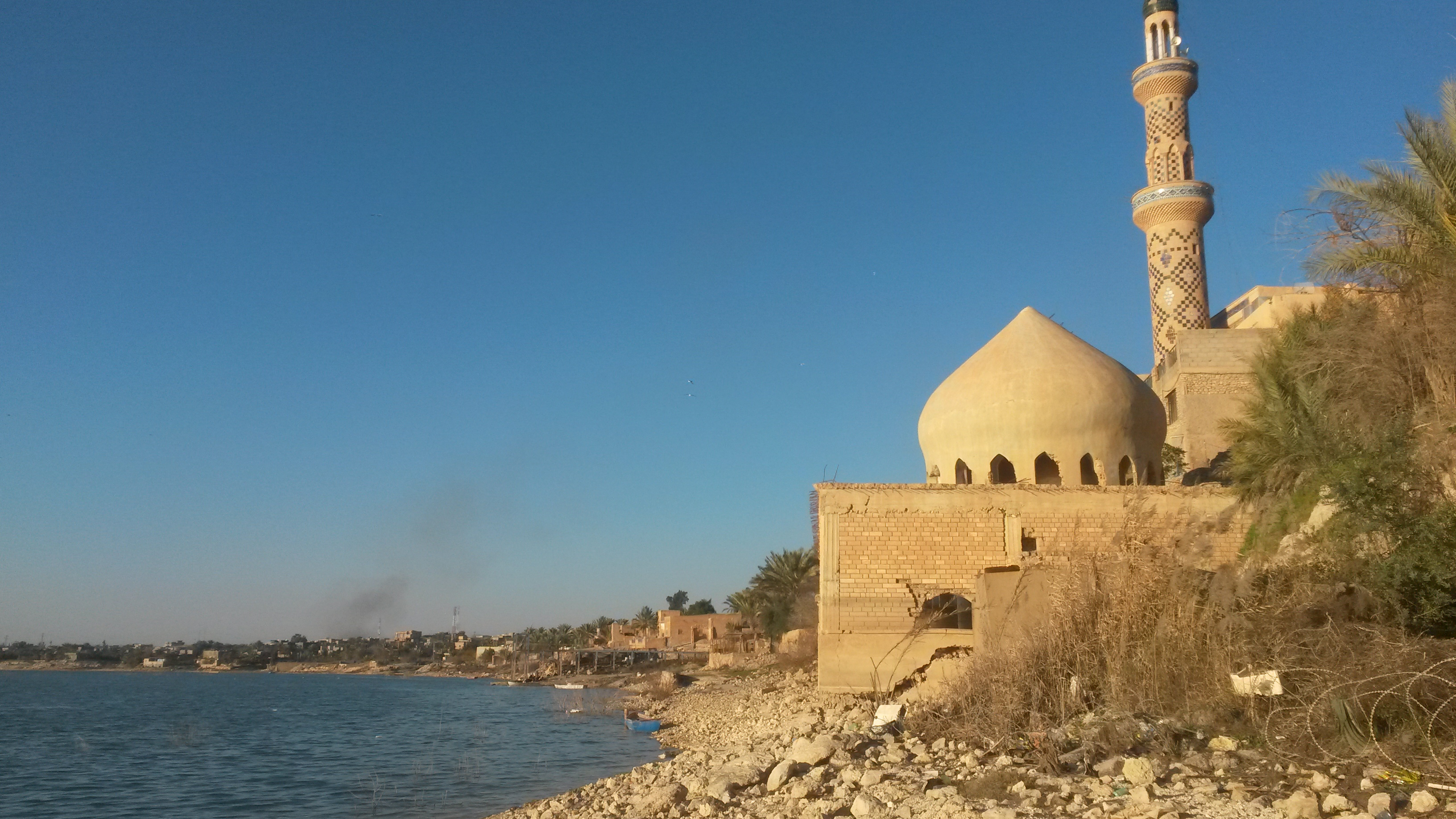
جامع الشيخ رجب في راوة

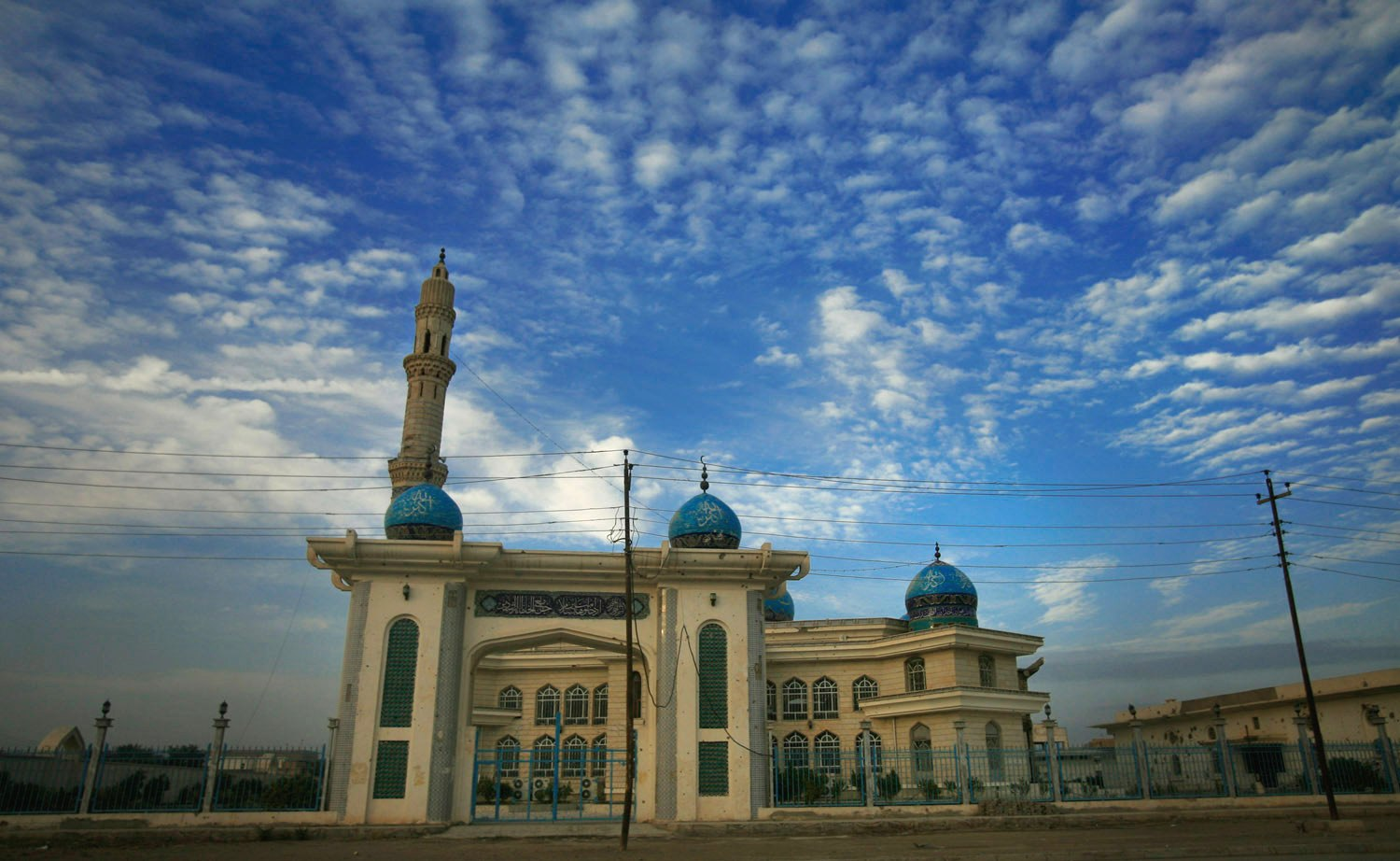
من مساجد مدينة الفلوجة في محافظة الأنبار

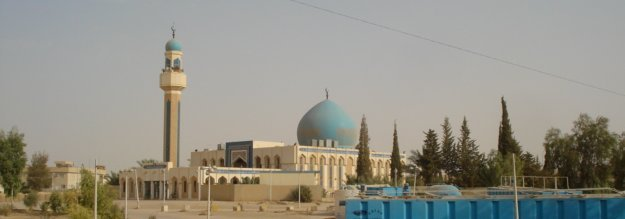
أحد مساجد مدينة عنة عام 2008

- جامع الشيخ عبد العزيز سالم السامرائي (الفلوجة)

## الزراعة
من أهم المحاصيل الزراعية فيها القمح والبطاطا الربيعية والخريفية ثم الحنطة والشعير والذرة الصفراء ومجموعة من الخضراوات والأبصال والأعلاف. فيها عدد كبير من البساتين وتحوي 2.5 مليون شجرة نخيل، وتعتمد الزراعة فيها على الإرواء السيحي أو على الآبار والعيون والأمطار.

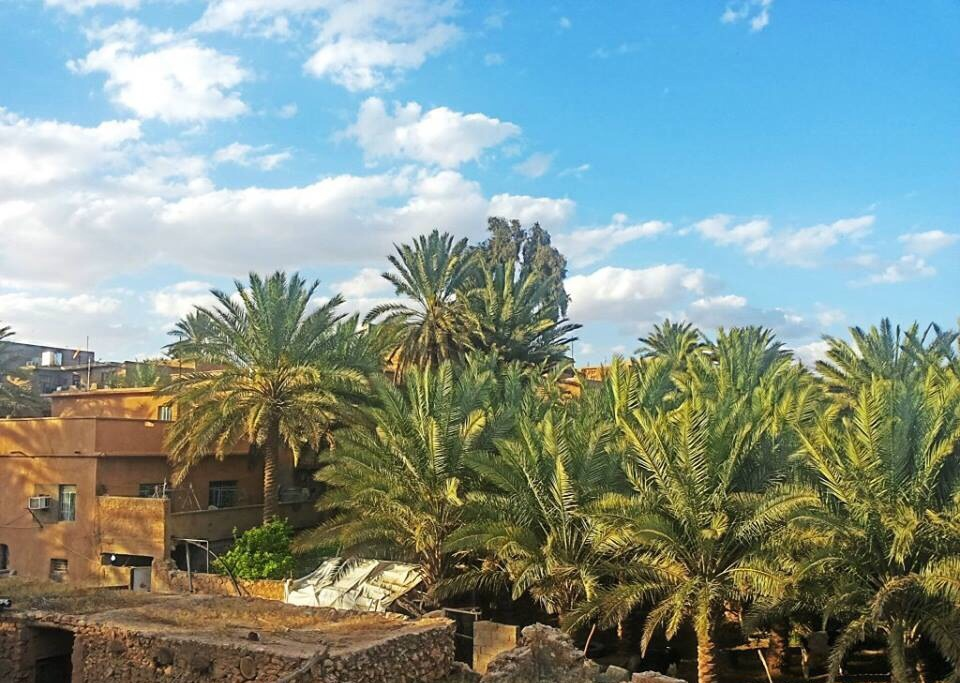
بستان نخيل في راوة

## الموارد الطبيعية
تضم الأنبار نحو 5.3 تريليون قدم مكعب من الغاز الطبيعي بالإضافة إلى الثروات المعدنية العديدة كالذهب والفوسفات والحديد واليورانيوم والكبريت والفضة.

في الثمانينات اكتشف احتياطي ضخم من النفط الخام والغاز في (حقل عكاس) في الصحراء الغربية جنوب مدينة القائم، عام 2001م اكتشفت منطقة نفطية جديدة في صحراء الأنبار وكانت الحكومة قد وضعت خططا لحفر آبار استكشافية فيها لكن غزو العراق حال دون ذلك. ويتوقع خبراء النفط إمكانية وجود ما قد يصل إلى 300 مليار برميل من النفط الخام في صحراء الأنبار، ويعتقد أن هذا سبب محاولات القوات الأمريكية السيطرة على منطقة الأنبار دون غيرها طيلة السنوات الخمس الأولى للغزو الأمريكي.
| المعدن         | احتياطات المعادن في محافظة الانبار |
| -------------- | ---------------------------------- |
| الفوسفات       | 10 مليار طن                        |
| حجر الكلس      | 997 مليون طن                       |
| الكاؤولين      | 80 مليون طن                        |
| الدولومايت     | 330 مليون طن                       |
| رمال الزجاج    | 86 مليون طن                        |
| الحصى والرمل   | 232 مليون م3                       |
| القار          | 1750 ألف م3                        |
| الحديد الرسوبي | 5,84 مليون طن                      |
| الجبس          | 33 مليون طن                        |

## السياحة
تحتوي الأنبار على العديد الأماكن السياحية أشهرها البحيرات : بحيرة الحبانية وبحيرة الثرثار وبحيرة القادسية وبحيرة الرزازة وبحيرة عانة، والينابيع الكبريتية الطبيعية في وادي حجلان والتي تستخدم للعلاج والسياحة.
ومن المواقع الأثرية قلعة هيت والنواعير التاريخية ومنارة عانة والمساجد القديمة، وفي ناحية البغدادي وجدت كهوف تعود لعصور قديمة، وفي الأنبار جزر بنهر الفرات مثل جزيرة آلوس وجزيرة جبة وجزيرة بيجان وجزيرة الباد وجزر صغيرة أخرى في قضاء حديثة.

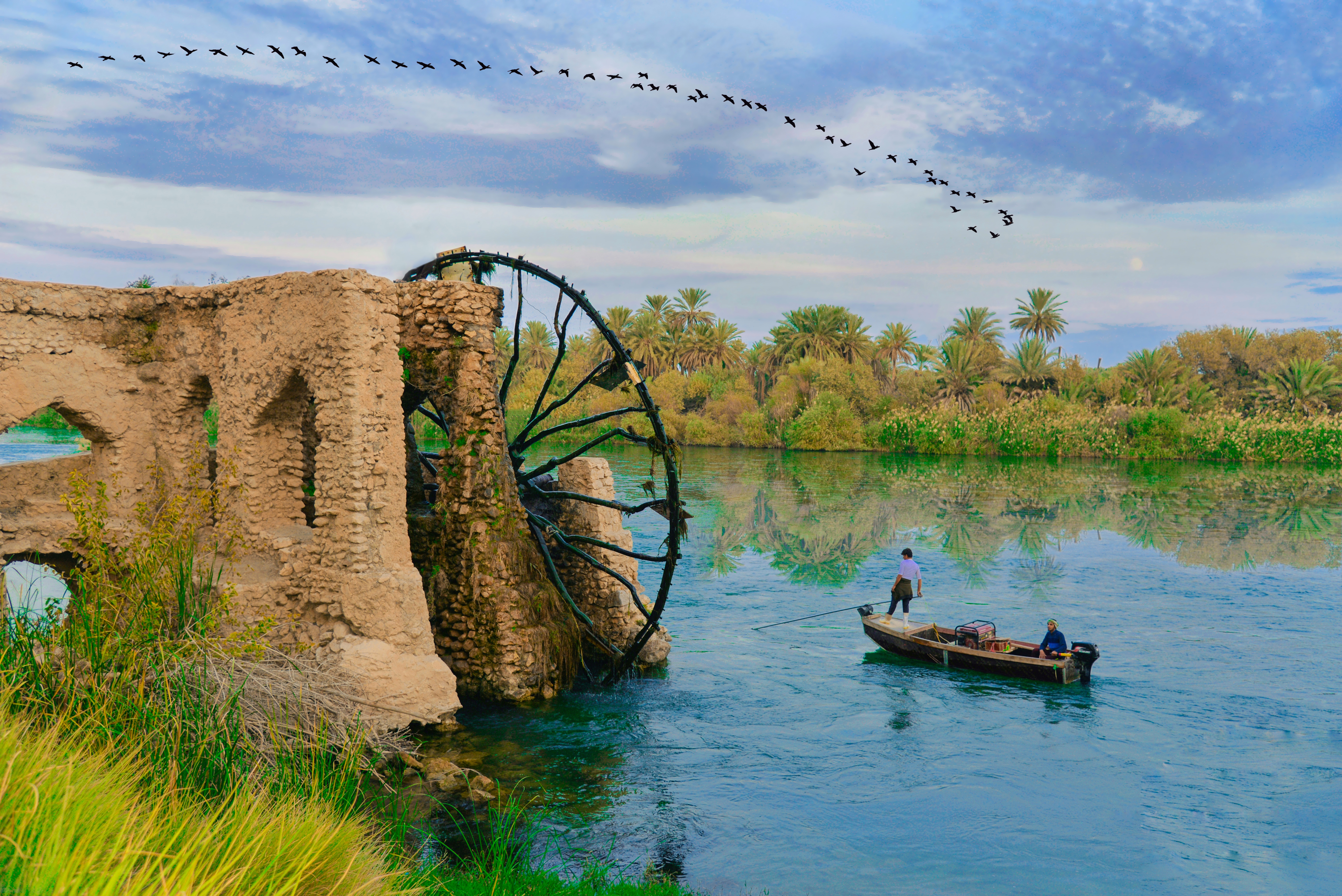
نواعير قضاء حديثة على الفرات

محافظة الأنبار تمتلك مساحات صحراوية كبيرة جداً، وأودية ومرتفعات ومناطق خلابة ذات طبيعة جميلة تقع على ضفاف نهر الفرات يصل ارتفاعها إلى نحو 800 متر حيث تنتشهر فيها بساتين النخيل والحمضيات، وتعتبر بادية الأنبار أيضا وجهة مناسبة للتخييم والصيد.

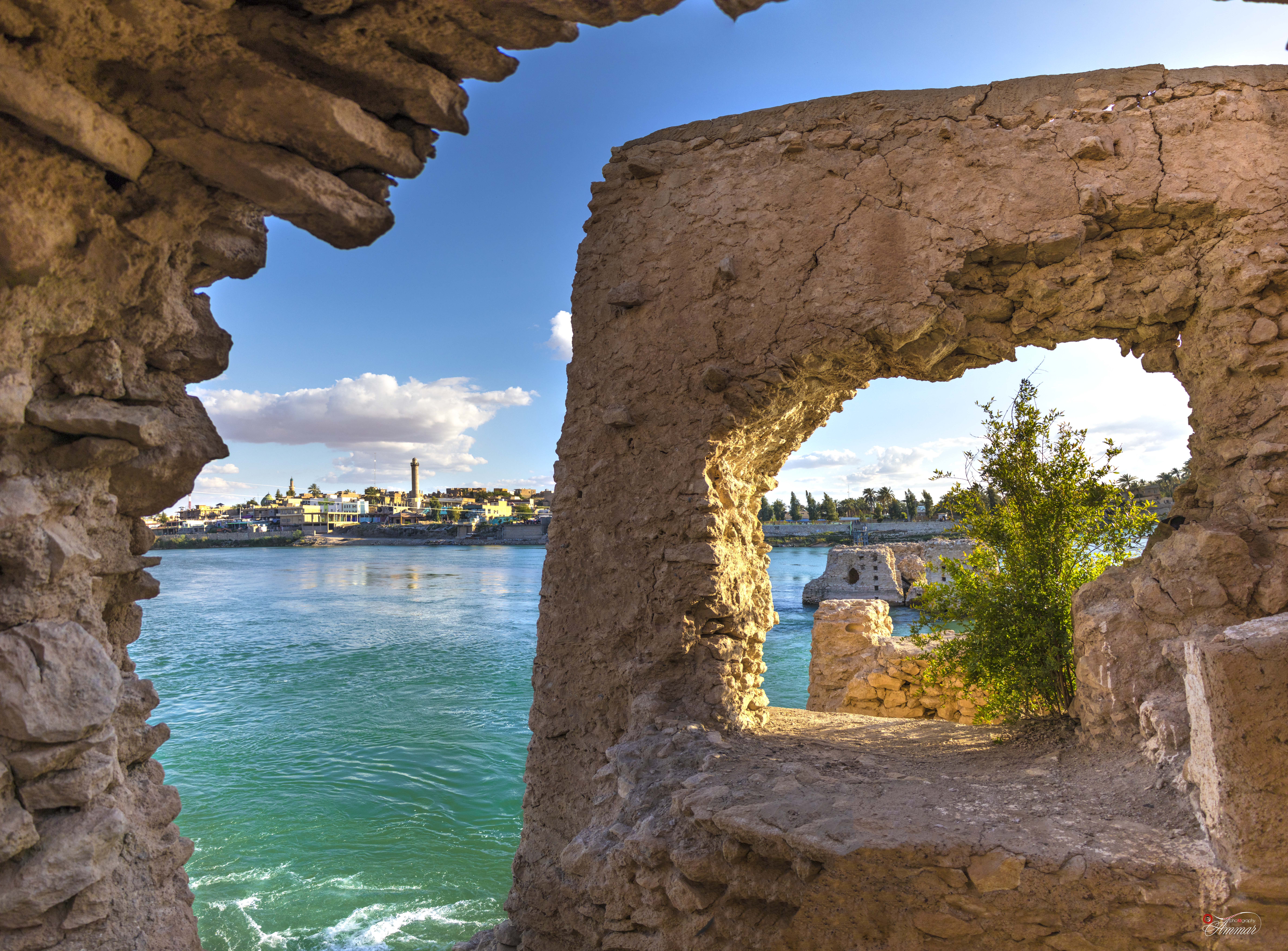
الفرات في هيت

- تضرر قطاع السياحة في الأنبار بعد الغزو الأمريكي ثم الحرب الأهلية والحرب على داعش.

بدأ القطاع بالتعافي بشكل تدريجي مع عودة الاستقرار الأمني وتأهيل العديد من الأماكن فيها، لكنها ما زالت تحتاج لجهود إعادة الخدمات والمشاريع إليها، وإنشاء منتجعات سياحية ترفد القطاع الخاص والعام.

## التقسيم الإداري

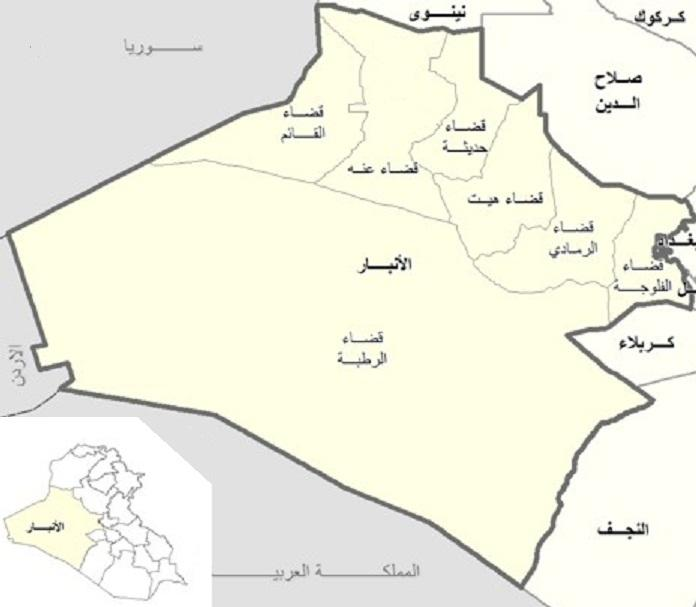
التقسيمات الإدارية لمحافظة الأنبار

تنقسم محافظة الأنبار إلى ثمان مناطق إدارية هي:
- قضاء القائم
- قضاء عانة
- قضاء حديثة
- قضاء هيت
- قضاء الرمادي
- قضاء الفلوجة
- قضاء الرطبة
- قضاء راوة
- قضاء الكرمة
- قضاء الخالدية
- قضاء العامرية

| الإقضية | قضاء الرمادي | قضاء الفلوجة | قضاء هيت | قضاء القائم | قضاء الرطبة | قضاء حديثة | قضاء عانة | قضاء راوة | قضاء العامرية | قضاء الخالدية | قضاء الكرمة | عدد السكان | 570.000 | 500.000 | 100.000 | 180.000 | 60.000 | 120.000 | 30.000 | 25.000 |

## المدن والسكان
يذكر تقدير أجرته سلطات الانتداب البريطاني قبل شهر نيسان عام 1920 أن مجموع سكان لواء الدليم (الأنبار) كان 250 ألف نسمة أي ربع مليون وأن مجموع سكان محافظة بغداد كان 250 ألف نسمة من أصل مليوني نسمة هم سكان العراق في ذلك الوقت، ويبلغ عدد سكان مدينة بغداد اليوم 8.5 مليون نسمة. وبينهم يوجد نحو نصف مليون مواطن من محافظة الأنبار في بغداد وباقي المحافظات وأصولهم أنبارية ينتمون لعشائر الأنبار هجروا لبغداد خلال الخمسة قرون الماضية وآخر هجراتهم لبغداد كانت خلال فترة العشرينات والثلاثينات من القرن العشرين.
يبلغ عدد سكان محافظة الأنبار 1,749,265 حسب وزارة التخطيط عام 2022 ، وتتكوّن الطبيعة السكانية لمحافظة الأنبار من عشائر الدليم وزوبع والجميلة ومجموعة من العشائر الأخرى.
شهدت إقبال منخفض جدا للانتخابات الحكومية 3,775 مصوت فقط من تعداد السكان الكلي لأهل الأنبار، فلا يوجد إحصاء دقيق شمل جميع مدن ونواحي وقرى وسكان الأنبار فيوجد في قضاء هيت فقط أكثر من خمسمائة ألف نسمة، وتضم الأنبار العديد من المدن منها الرمادي (عاصمة المحافظة)، الفلوجة (كبرى مدن في المحافظة وأكبر قضاء في العراق)، هيت، عنه (تقرأ عانة)، راوة، الرطبة، القائم، حديثة، الخالدية، الحبانية، الحقلانية وغيرها وتقطنها العديد من العشائر العربية التي جاء بعضها قبل أو بعد الفتح الإسلامي لكن العشائر السائدة في المحافظة هم عشائر قبيلة الدليم.

### أهم المدن
1. الرمادي
2. الفلوجة
3. هيت
4. القائم
5. زخيخة
6. حديثة
7. الحبانية
8. الخالدية
9. الوليد
10. الساجرية
11. الرطبة
12. عكاشات
13. البغدادي
14. الكرابلة
15. كبيسة
16. النخيب
17. النعيمية
18. السجر
19. الرحالية
20. الصكرة
21. الجبة
22. الحميرية
23. الجزيرة
24. الرمانة
25. الهبارية
26. الكسرة
27. الصقلاوية
28. العبيدي
29. عانة
30. راوة
31. العامرية
32. بروانة
33. الكرمة
34. الحقلانية
35. الثرثار
36. الزاوية
37. الريحانة
38. الفرات
39. المحمدي
40. حصيبة الشرقية
41. النساف
42. البوعساف

### أهم المشاريع في المحافظة
1. سد حديثة ومحطة حديثة الكهرومائية
2. سدة الفلوجة
3. مشروع ديزلات حديثة
4. معمل الزجاج والسيراميك
5. معامل حصى زخيخة
6. معامل الإسمنت
7. محطة هيت الحرارية
8. تصدير الغاز من حقل عكاس
9. تصدير النفط من حقول عكاشات
10. الشركة العامة للفوسفات
11. معمل إسمنت كبيسة وهو من أهم المعامل في العراق

## المنافذ الحدودية

تظهر منافذ العراق في محافظة الأنبار بلون بنفسجي

في محافظة الأنبار 4 منافذ حدودية متاخمة لدول مجاورة:
- منفذ القائم الحدودي في قضاء القائم متاخم للحدود السورية عند مدينة البوكمال.
- منفذ الوليد الحدودي في ناحية الوليد متاخم للحدود السورية في منطقة التنف في محافظة حمص.
- منفذ طريبيل الحدودي في قضاء الرطبة متاخم للحدود الأردنية في لواء الرويشد.
- منفذ عرعر الحدودي العراقي المتاخم للحدود السعودية في محافظة عرعر السعودية، ومن منفذ عرعر العراقي يتوجه حُجّاج البَرّ والمعتمرون العراقيون إلى مكة المكرمة والمدينة المنورة.